# Phaeogenes spiniger
Phaeogenes spiniger là một loài tò vò trong họ Ichneumonidae.